# Iván Vázquez
Edmundo Iván Vázquez Mellado Pérez (Città del Messico, 14 dicembre 1982) è un ex calciatore messicano, di ruolo portiere.

## Carriera
Nella partita fra Correcaminos UAT e Querétaro, un suo gol su calcio di punizione (nonostante il ruolo sia portiere) ha permesso alla sua squadra di vincere una partita di coppa.